# 乐东蟾蜍
乐东蟾蜍（学名：Ingerophrynus ledongensis）一种分布于中华人民共和国海南省和广东省的两栖动物，隶属于蟾蜍科棱顶蟾属。

## 形态特征
成年雄蟾体长48.8mm，雌蟾体长62.9mm左右。成年蟾头部背面深棕色，两眼间有褐色三角形斑；体背及四肢背面浅棕色，具深棕色花斑，背部前后有两个较显的“八”形棕色斑，后者较大；体侧有一条深酱色纵纹，纵纹两侧蓝灰色；四肢背面具棕色横纹。整个腹面蓝灰色，具灰色云斑。蝌蚪体形小，黑褐色，尾鳍色较浅。

## 分布
无棘溪蟾最早发现于海南省乐东县尖峰岭，2009年在广东省乳源县天井山林区也有发现。

## 分类
乐东蟾蜍最初于1963年发现是被鉴定为头盔蟾蜍（Bufo galeatus）。之后费梁等学者通过对比研究，将其修订为新种，最初归入蟾蜍属（Bufo）。2020年发表的《中国两栖、爬行动物更新名录》中划属棱顶蟾属。